# Albert de Gondi
Albert de Gondi, olaszosan Alberto di Gondi, közismerten Retz marsall (Firenze, 1522. november 4. – Párizs, 1602. április 12.) Retz első hercege, Franciaország pairje és marsallja, hadvezér és diplomata a francia vallásháborúk idején.
Lyonba települt firenzei bankár gyermekeként felemelkedését édesanyja és Medici Katalin jó viszonyának köszönhette, majd felnőve maga is a királyné feltétlen híve és fontos bizalmasa (ellenfelei szerint szeretője) lett. Ennek köszönhetően a IX. Károly uralkodása (1560–1574) és Katalin régenssége idején játszotta a legkiemelkedőbb szerepet: az arisztokrácia soraiba emelkedett, hatalmas vagyont szerzett és fontos megbízásokat teljesített a korona számára. Meggyőződéses katolikusként szolgálta az anyakirálynét a vallási konfliktus elején megcélzott mérsékelt, békéltető politika megvalósításában, majd 1572-ben maga is a Szent Bertalan-éjszakán elkövetett mészárlások egyik szervezője – az ellenséges kortársak szerint fő kitervelője – volt. Befolyása III. Henrik idején (1574–1589), különösen az anyakirályné halálát követően csökkent. Bár korábban spanyolpártisággal vádolták, 1589-ben a nyíltan szembeszegült a II. Fülöp támogatását élvező, szélsőséges Katolikus Ligával: IV. Henrik oldalára állt, támogatta annak háborúit, így megőrizhette rangját és vagyonát.

## Családja, származása
A régi firenzei Gondi-család hagyományosan Nagy Károly koráig vezette vissza nemességét, bár első igazolható ősük csak a 12. század végéről ismert. A Gondi családnevet a 13. század második felétől használták. A család több tagja viselt fontos állami, városi tisztséget a Firenzei Köztársaságban, miközben a Medicikhez és Strozzikhoz hasonlóan maguk is dúsgazdag bankárokká váltak; az utóbbi hercegi címet szerző Medicikkel szoros üzleti és családi kapcsolatokat is kialakítottak, így I. Cosimo de’ Medici (ur. 1537–1574) anyai dédanyja is Gondi-lány volt. A gazdag kereskedő, Antonio di Gondi (1443–1486?) két fia, Girolamo (1472–1557) és az Antonióként is ismert Guidobaldo (1486–1569) alapította meg a család bankfiókját Lyon francia városában. Az 1505-től Lyonban élő Guidobaldo maga is a városi elit tagja lett, illetve nemesi cím nélkül megszerezte Perron és Thoissey uradalmait. Egy piemonti (chieri) eredetű helyi patríciuscsalád sarját, Marie-Catherine Pierrevive-et (†1570) vette feleségül 1516-ban.
A család szerencséjének megalapozása Gondi humanista műveltségű feleségének köszönhető, aki 1544-től a királyi udvarban élt a dauphin firenzei származású felesége, Medici Katalin bizalmasaként. Férje később követte az udvarba. Medici Katalin 1547-ben, II. Henrik trónra lépésével Franciaország királynéja lett. 1551-ben Pierrevive lett a későbbi IX. Károly néven trónra lépő Károly Miksa herceg nevelőnője, 1559-ben pedig az ifjú és rövid ideig uralkodó II. Ferenc felesége, Stuart Mária udvarhölgyévé nevezték ki. Medici Katalin őt bízta meg vagyona kezelésével, így többek között a Tuileriákban folytatott építkezések felügyeletével. Az 1560-tól régensként nagy hatalomra szert tevő anyakirályné jóvoltából gyermekei szép pályát futhattak be. A Gondi–Pierrevive-párnak tíz gyermeke született:
- Meraude/Meraulde de Gondi (1516 k. –1561 után), 1533-tól François Rousselet (†1564), a dauphinéi, Lyon környéki Pardieu, Montluel stb. urának felesége;
- Jean de Gondi (1517/1518–1574), a lyoni egyházmegye klerikusa (1540-től), a lyoni Saint-Paul-templom kanonokja, a király alamizsnása, a carcassonne-i egyházmegyében lévő Saint-Hilaire-kolostor és a chaulnes-i Saint-Pierre-kolostor kommendáns apátja;
- Anne de Gondi (†1572), 1547-től[4] ifj. Jean de Bagis (†1566 előtt) toulouse-i jogi doktor, id. Jean de Bagis, a toulouse-i parlament elnöke fiának felesége;
- Anne de Gondi (†1597), 1538-tól a firenzei Santa Felicità-templom apácája;
- Albert de Gondi (1522–1602);
- Pierre de Gondi (1533–1616), Langres hercegpüspöke, Franciaország pairje (1566), Párizs püspöke (1569), IX. Károly tanácsának vezetője, 1587-től bíboros;
- Marie de Gondi (1521 k.–1603), Valois Erzsébet és Valois Klaudia udvarhölgye (1551–1559), majd nagynénjük, Valois Margit savoyai hercegné első udvarhölgye, 1562-ben Károly Emánuel herceg nevelőnője. 1551-től Nicolas Grillet (†1557), Pomiers és Bessey ura, Ferenc dauphin apródjának felesége, majd Claudio di Savoia-Racconigi, Pancalieri grófja felesége;[5]
- Charles de Gondi (1536–1574), La Tour ura, a királyi ruhatár mestere, a francia gályák parancsnoka. Első felesége Barbe de La Haye, a második Hélène Bon de Meuillon/Merouillon (1551 k.–1598 e.) királyi udvarhölgy;
- Jeanne de Gondi (†1623), a poissy-i királyi Szent Lajos-perjelség perjelasszonya 1583-tól 1623-ig.

## Pályája kezdetei
Gyermekkoráról, ifjúságáról nem sokat tudunk; egyes szerzők szerint fivérével, az egyházi pályára lépő Pierre-rel együtt a lisieux-i kollégiumban tanult. Szülei pozíciójának köszönhetően 1547-ben részt vehetett II. Henrik koronázásán. Írnoki pályán kezdett a számvevő kamarában, majd 1551-től katonai pályára lépett: ekkor az amiens-i táborban ő felelt az ellátmányért. 1554-ben a kisgyermek orléans-i herceg – a későbbi IX. Károly – kamarájának nemese lett, ami bizonyára szülei befolyásának volt köszönhető. 1554-ben részt vett a renty-i csatában, 1555-ben pedig Volpiano és Vercelli bevételében, végül az 1557-es saint-quentini vereségben.
1560-ban IX. Károly örökölte meg a trónt betegségben elhunyt bátyjától, II. Ferenctől. Károlyra mindenekelőtt édesanyja, a régenssé váló Medici Katalin volt nagy hatással, és hogy megerősítse pozícióit a rivalizáló főnemesi házak (Bourbonok, Guise-ek, Montmorencyk) rovására, nagy mértékben támaszkodott a tőlük független csoportokra, így az emigráns olaszokra (így a Gondikra, a Biragókra, Ludovico Gonzagára és a Strozzikra). Ez a helyzet a megbízható, hatékony, de óvatos és diszkrét szolgálatairól ismertté ávlt Gondi pályája gyors felíveléséhez vezetett.

## Medici Katalin bizalmasa
1562-ben Gondit királyi főerdésszé nevezték ki. Ugyanebben az évben kitört az első francia vallásháború, amiben a szélsőséges katolikus tábor két fontos vezéralakja is odaveszett (François de Guise herceg és Saint-André marsall), a hugenották fanatikus vezére, I. Louis de Bourbon-Condé herceg pedig fogságba esett a mérsékelt katolikus Anne de Montmorency connétable-lal együtt. Ez módot adott a királynő számára, hogy érvényre juttassa békéltető politikáját. Ennek jegyében nevezett ki új marsallokat (Vieilleville és Bourdillon), illetve 1564–1566-ban országjáró körútra indult az ifjú uralkodóval (ld. IX. Károly nagy körutazása). Ez utóbbin Albert de Gondi is részt vett, és ennek során köthetett házasságot Claude Catherine de Clermont-nal, Jean d’Annebault retzi báró özvegyével. Ez Gondi alacsony származása miatt némi felzúdulást keltett, és az özvegy édesanyja is megpróbálta megakadályozni a frigyet. Felesége maga is művelt asszony volt, aki jelentős irodalmi szalont vezetett; emellett gazdag hozománya révén Retz bárójává váló Gondi bekerült a francia arisztokrácia soraiba.
Egy hadihajó és két gálya kapitánya lett, 1566-tól a királyi kamara első nemese volt, 1568-ban pedig Nantes kormányzójává nevezték ki, eközben töretlenül élvezte Medici Katalin bizalmát. A némi olaszellenességgel átitatott korabeli röpiratok arra utalgattak, hogy Gondi az anyakirályné szeretője lehet, de erre nincs bizonyíték; az viszont biztos, hogy a bankárcsalád biztosította kölcsönök, a Retz bárójának anyjához fűződő bizalmi viszony és Albert de Gondi tehetsége egyaránt indokolták a szoros viszonyt. Az anyakirályné jóvoltából Gondi az ifjú és beteges IX. Károly tanácsadója és tanítómestere lett – ellenfelei emiatt az uralkodó személyiségének megrontásával, hazugsághoz és intrikákhoz szoktatásával vádolták; szintén felmerült vele szemben a túlzott spanyolpártiság, de ezt tettei nem igazolták. IX. Károly, bár olykor nehezményezte Gondi folyamatos jelenlétét, sosem kívánta eltávolítani a környezetéből.
1567-ben, majd 1569-ben kiújultak a vallásháborúk, utóbbi évben pedig Gondi részt vett a királyi erők oldalán a jarnaci, poitiers-i és moncontouri összecsapásokban. Az 1570-ben kiadott saint-germaini ediktum egy időre ismét lezárta a háborúkat, Gondi pedig visszatért az udvarba. 1570 őszén az anyakirályné őt küldte Bécsbe, II. Miksa német-római császár udvarába, hogy a IX. Károllyal eljegyzett Habsburg Erzsébetet Franciaországba kísérje. Medici Katalin annak ellenére ragaszkodott a személyéhez, hogy a császár környezetéből több ízben jelezték: magasabb rangú követet várnának el. A hazaúton Gondi egy spanyolellenes szövetség lehetőségéről tárgyalt III. Frigyes pfalzi választófejedelemmel és más protestáns fejedelmekkel, a hugenották kérdése miatt azonban hiába.
Az önállósodó IX. Károly 1570-től mind jobban közeledett a hugenották fővezéréhez, Coligny admirálishoz, aki arra ösztökélte, hogy az itáliai háborúkat mintegy felújítva támadjon a holland protestánsok németalföldi szabadságharcában lekötött Spanyolországra. Ez Medici Katalin és köre – köztük az 1571. november 30-án elhunyt, hugenottákkal szimpatizáló Vieilleville marsall helyett Metz kormányzójává kinevezett Gondi – számára elfogadhatatlan volt, így a király öccse, Anjou hercege bevonásával megszervezték Coligny meggyilkolását, majd a merénylet kudarcát követően a Szent Bertalan-éji mészárlást (1572. augusztus 23–24.). Gondiról ismert, hogy részt vett az augusztus 23-án tartott királyi tanácsülésen az anyakirályné, Renato da Birago kancellár, Ludovico Gonzaga-Nevers herceg, Tavannes marsall és Anjou hercege társaságában, ahol a hugenották elleni fellépésről döntöttek; a korabeli röpiratok és a kortárs memoárszerzők egy jelentős része Gondit azzal vádolta, hogy a vezető hugenották meggyilkolására vonatkozó döntés megszületése után ő győzte meg IX. Károlyt a vérengzés támogatásáról.
Az események hatására ismét fellángoltak a vallási küzdelmek. Gondi Metzbe sietett, ahol a nagy helyi hugenotta közösséggel szemben kevéssé erőszakos katolikus restaurációs politikát folytatott, eközben igyekezett felújítani a szövetségi tárgyalásokat a pfalzi fejedelemmel. 1573-ban részt vett La Rochelle majdnem fél éven át húzódó, végül kudarccal végződő ostromában; ennek során súlyosan megsérült, ráadásul a hugenotta védőket felmentő angol flotta felprédálta hűbérbirtokát, Belle-Isle-t. Ez év július 10-én az elhunyt Tavannes örökébe lépett marsallként, illetve Provence kormányzójává nevezték ki. Ősszel Londonban járt követségben, hogy a király legkisebb öccse, Ferenc alençoni herceg és I. Erzsébet királynő tervezett házasságáról tárgyaljon, illetve elérje, hogy az angolok ne támogassák többé a hugenottákat.

## III. Henrik idején

Gondi hercegi koronás címere a Szent Mihály-rend és a Szentlélek-rend nyakláncával

1573 decemberében Gondit a lengyel királlyá és litván nagyfejedelemmé választott anjoui herceg és több más előkelőség társaságában Krakkóba küldték, hogy támogassák az idegen uralkodót. Nem sokáig időztek itt, mivel 1574. május 30-án meghalt IX. Károly, öccse pedig hazasietett, hogy elfoglalja a francia trónt. Gondi is hazatért a német fejedelemségeken keresztül, és egy ideig provence-i kormányzóságában időzött, majd visszatért Henrik 1575 februárjában történt koronázására. Az új király alatt némileg háttérbe szorult: előbb meg kellett osztoznia a kamara első nemesének pozícióján René de Villequier-vel, majd Anne de Joyeuse herceg javára lemondatták a címről. Gondi kárpótlásul Franciaország pairje lett, retzi báróságát pedig hercegséggé emelték (1581), és továbbra is az anyakirályné bizalmasa maradt, jelentős birtokai révén nagy vagyonnal rendelkezett, és fontos megbízásokat kapott.
1575 októberében I. Henri de Guise herceg alatt sikeresen megállította a hugenották megsegítésére érkező német zsoldosokat. 1576-ban Provence-ba ment, hogy fellépjen a pápai államok részét képező Comtat Venaissin egyes részeit megszálló hugenották ellen. Ittléte alatt sikerült megbékítenie I. Henri de Montmorency herceget, egyben marsallt és nagy hatalmú languedoci kormányzót és Jean de Pontevès-t, Carcès hercegét. Év végén Torinóba ment, hogy tárgyaljon Emánuel Filibert herceg örököse, Károly Emánuel és Lotaringiai Krisztina hercegnő – III. Henrik unokahúga – házasságáról. Utazása során lovasbalesetet szenvedett és egy időre részben lebénult. Pihenésképpen Firenzébe látogatott, és csak 1577 nyarán tért vissza Provence-ba.
1580-ban meglátogatta a frissen trónra került I. Károly Emánuel savoyai herceget, és nehéz tárgyalások nyomán elérte, hogy visszaszolgáltassa Savigliano és Pinerolo piemonti erődjeit. Az udvarba visszatérve némileg háttérbe szorult, kisebb katonai műveletekben vett részt: 1582-ben a kudarcot valló azori-szigeteki expedíció előkészítésében vállalt szerepet, 1584-ben pedig Pikárdiába ment, ahol katonai és diplomáciai eszközöket kombinálva elérte, hogy Alessandro Farnese, a spanyolok németalföldi helytartója felhagyjon Cambrai elcsatolása miatt indított franciaországi betörésekkel. Ez évben meghalt Henrik öccse és örököse, az alençoni herceg, és legközelebbi fiági rokonként a hugenotta, Bourbon-házi Navarrai Henrik került első helyre a trónöröklés rendjében. Ez elfogadhatatlan volt a Guise-ház hercegei által vezetett szélsőséges katolikusok számára, akik felélesztették a Katolikus Ligát, és rövidesen újra fellángoltak a harcok. Gondi, bár a katolikus táborral szimpatizált, kitartott a monarchia erejét óvni kívánó anyakirálynő – és ezáltal III. Henrik – mellett. A küzdelmekben kisebb közvetítői és hadvezéri feladatokat is ellátott, de alapvetően visszavonult. 1588. december 23-án részt vett azon a tanácsülésen, ahol a királyi testőrség lemészárolta Guise hercegét, fivérét, Louis de Guise reimsi érseket pedig elfogták és néhány napra rá szintén megölték.
1589. január 5-én meghalt Medici Katalin, a Guise-ek meggyilkolásának hírére pedig Párizs népe fellázadt a király ellen, aki elmenekült. Gondi is elhagyta a fővárost, a katolikus lázadók pedig kifosztották ottani palotáját. Februárban a király nyíltan megvádolta, hogy miatta került Orléans a lázadók kezére, mire úgy döntött: betegeskedésére tekintettel Itáliába megy. Az úton a Liga vezetője, Charles de Mayenne herceg fogságába esett, akit csak nehezen tudott rávenni arra, hogy elengedje.

## Utolsó évek az első Bourbon alatt
Az egyre betegebb Gondi 1593-ig maradt Firenzében. III. Henrik 1589 augusztusában merénylet áldozatául esett, ekkor az emigrációban lévő marsall egyértelműen elhatárolódott a Ligától, és Bourbon Henrik mellett tett hitet. (Fia, Charles, Belle-Isle őrgrófja ellenben a Liga oldalán harcolva esett el 1596-ban.) Miközben fivére, a párizsi püspök azon munkálkodott, hogy Navarrai Henrik megtérjen és ezáltal a katolikus többség számára is elfogadhatóvá váljon, ő maga Itáliában gyűjtött anyagi és politikai támogatást az új uralkodó számára, emellett katonákat is toborzott neki. 1593 nyarán Svájcban gyűjtött zsoldosokat, akikkel Franciaországba vonult, és részt vett IV. Henrik harcaiban; 1594 februárjában, a király párizsi bevonulásakor ő vezette a Bastille elleni rohamot.
Az új uralkodó meghagyta Gondi hivatalait és vagyonát, de nem biztosított számára kiemelt szerepet az udvarában, csak kisebb katonai és politikai feladatokkal bízta meg (pl. közvetítés Rouen kormányzója és parlamentje között; tanúskodás Henrik és Valois Margit házasságának érvénytelenítéséhez). 1600-ban részt vett az új királyné, Medici Mária tiszteletére rendezett ünnepségek szervezésében, majd végleg visszavonult. Tetemes vagyona és birtoka kezelésével feleségét bízta meg, ő maga pedig kegyes cselekedetekkel töltötte utolsó éveit.
1602. április 12-én, rákban halt meg. Április 23-án a párizsi Notre-Dame katedrálisban helyezték örök nyugalomra.

## Házassága, utódai

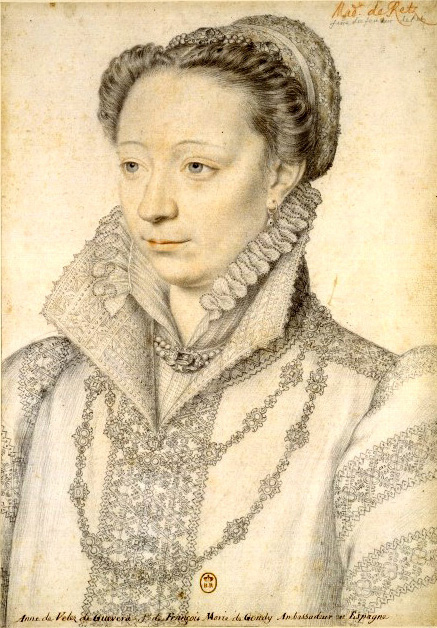
Albert de Gondi felesége, Claude-Catherine de Clermont portréja (16. század második fele)

Gondi 1565. szeptember 4-én vette feleségül Claude-Catherine de Clermont-t (1543-1603). Apósa, Claude de Clermont-Tonnerre dampierre-i báró (1510 k.–1545) a királyi kamara nemese, Henrik dauphin (a későbbi II. Henrik) kegyence, a skót testőrgárda kapitánya, ardres-i kormányzó, a Szent Mihály-rend lovagja volt, anyósa pedig Jeanne de Vivonne (1511–1583) úrnő, 1531-től az összes uralkodóné udvarhölgye, élete végén Lotaringiai Lujza királyné mellett első udvarhölgy (1575–1583).
Tíz gyermekük született:
- Charles de Gondi (1569–1596), 1573-tól Belle-Île őrgrófja, a francia gályák kapitánya; 1588-ban vette feleségül Antoinette d'Orléans-Longueville-t (1574–1618), Château-Gontier úrnőjét, Léonor d'Orléans-Longueville (1540–1573), longueville-i és estouteville-i herceg, pair, főkamarás és Marie de Bourbon (1539–1601) leányát;
- Claude-Marguerite de Gondi (1570–1650), 1588-tól Florimond de Hallwin (†1592), piennes-i és maignelais-i őrgróf felesége;
- Françoise de Gondi (†1627), Lancelot Grognet de Vassé, Esguilly, Classé, Rouessé és Courmenant ura, jeles hadvezér felesége;
- Gabrielle de Gondi (†1594), Claude de Bossut, Escry urának felesége;
- Hippolyte de Gondi (†1646), 1607-től Léonor de La Magdelaine (1573–1629) ragny-i őrgróf felesége;
- Henri de Gondi (1572–1622), Párizs püspöke, bíboros;
- Louise de Gondi (1572–1661), a későbbi IV. Henrik keresztlánya, apáca, a poissyi Szent-Lajos perjelség perjelnője 1583–1623 között;
- Madeleine de Gondi (1662), apáca;
- Philippe-Emmanuel de Gondi (1581–1662), Joigny grófja, Belle-Île őrgrófja, Montmirel, Dampierre és Villepreux bárója, a francia gályák tábornoka. 1604-ben vette feleségül Françoise Marguerite de Sillyt (†1625), Commercy úrnőjét, Antoine de Silly (†1609), La Rochepot-i gróf és Marie de Lannoy leányát. Ága a 18. század elején halt ki;
- Jean-François de Gondi (1584–1654), Párizs első érseke.

Albert de Gondi hercegségét elsőszülöttje, az 1596-ban elhunyt Charles fia, Henri de Gondi (1590–1659) örökölte meg, akit Pierre nevű fia (1602–1676) követett. A Gondik hercegi ága Paule-Marguerite Françoise de Gondi (1655–1716) hercegnővel, Albert de Gondi dédunokájával halt ki.

## Fordítás
- Ez a szócikk részben vagy egészben  az   Albert de Gondi című francia Wikipédia-szócikk ezen változatának fordításán alapul.  Az eredeti cikk szerkesztőit annak laptörténete sorolja fel. Ez a jelzés csupán a megfogalmazás eredetét és a szerzői jogokat jelzi, nem szolgál a cikkben szereplő információk forrásmegjelöléseként.
- Ez a szócikk részben vagy egészben  a   Marie-Catherine Pierrevive című francia Wikipédia-szócikk ezen változatának fordításán alapul.  Az eredeti cikk szerkesztőit annak laptörténete sorolja fel. Ez a jelzés csupán a megfogalmazás eredetét és a szerzői jogokat jelzi, nem szolgál a cikkben szereplő információk forrásmegjelöléseként.

## Forrás
Tabacchi, Stefano. GONDI, Albert, Dizionario Biografico degli Italiani 57. Istituto della Enciclopedia Italiana (2001). Hozzáférés ideje: 2023. április 10.